# 巴约尔瓦勒
巴约尔瓦勒（法語：Bailleulval，法語發音：[bajœlval]）是法国上法蘭西大區加来海峡省的一个市镇，属于阿拉斯区。

## 地理
巴约尔瓦勒（50°13'17"N, 2°38'4"E）面积3.9 平方千米，位于法国上法蘭西大區加来海峡省，该省份为法国北部沿海省份，西北濒北海，南至索姆省，东临北部省。
与巴约尔瓦勒接壤的市镇（或旧市镇、城区）包括：蒙谢、里维耶尔、巴约尔蒙、巴瑟、贝尔勒欧布瓦、阿图瓦地区古伊。

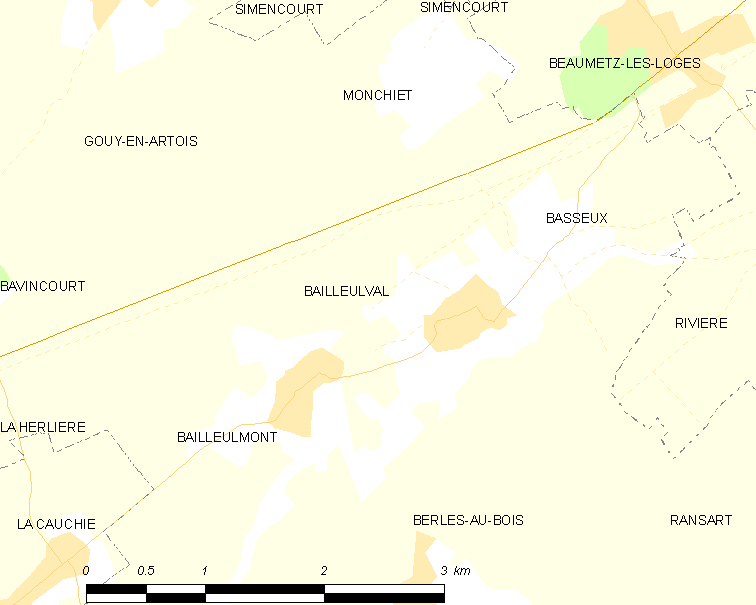
巴约尔瓦勒的OSM定位图

巴约尔瓦勒的时区为UTC+01:00、UTC+02:00（夏令时）。

## 行政
巴约尔瓦勒的邮政编码为62123，INSEE市镇编码为62074。

## 政治
巴约尔瓦勒所属的省级选区为阿韦讷勒孔特县。

## 人口

1962-2008年间巴约尔瓦勒人口变化图示

巴约尔瓦勒于2022年1月1日时的人口数量为233人。